# West West Side Music
West West Side Music is een masteringstudio in de Verenigde Staten. In 2005 verhuisde de studio van Tenafly in New Jersey naar New Windsor in New York. De studio is de werkplaats van eigenaar en Grammy-winnaar Alan Douches en Jamal Ruhe. Grammy-winnares Kim Rosen liep stage bij West West Side Music waar ze Douches assisteerde. Ze klom op tot de positie van staff mastering engineer. In 2009 verliet ze de studio om voor zichzelf te beginnen.